# Publius Cornelius Scipio Nasica (Kr. e. 111)
Publius Cornelius Scipio Nasica (meghalt Kr. e. 111-ben) római politikus, a patricius származású Cornelia gens tagja volt.
Apja a Tiberius Gracchus elleni véres fellépéséről ismert Publius Nasica Serapio, Kr. e. 138 egyik consulja volt. Jómaga Kr. e. 111-ben töltötte be a hivatalt, és míg kollégája, Lucius Calpurnius Bestia Afrikába ment Jugurtha ellen hadakozni, ő Rómában maradt. Még hivatali évében elhunyt. Diodorus Siculus szerint kortársaival ellentétben távol tartotta magát minden korrupciótól, Cicero pedig feljegyezte róla, hogy noha nem sokszor nyilatkozott, akkor azt rendkívüli szellemességgel és ékesszólással tette.
Fia, Publius Kr. e. 93-ban praetor volt.